# ChEMBL
 (novembre 2023).
La mise en forme du texte ne suit pas les recommandations de Wikipédia : il faut le « wikifier ».
Les points d'amélioration suivants sont les cas les plus fréquents. Le détail des points à revoir est peut-être précisé sur la page de discussion.
- Les titres sont pré-formatés par le logiciel. Ils ne sont ni en capitales, ni en gras.
- Le texte ne doit pas être écrit en capitales (les noms de famille non plus), ni en gras, ni en italique, ni en « petit »…
- Le gras n'est utilisé que pour surligner le titre de l'article dans l'introduction, une seule fois.
- L'italique est rarement utilisé : mots en langue étrangère, titres d'œuvres, noms de bateaux, etc.
- Les citations ne sont pas en italique mais en corps de texte normal. Elles sont entourées par des guillemets français : « et ».
- Les listes à puces sont à éviter, des paragraphes rédigés étant largement préférés. Les tableaux sont à réserver à la présentation de données structurées (résultats, etc.).
- Les appels de note de bas de page (petits chiffres en exposant, introduits par l'outil «  Source ») sont à placer entre la fin de phrase et le point final[comme ça].
- Les liens internes (vers d'autres articles de Wikipédia) sont à choisir avec parcimonie. Créez des liens vers des articles approfondissant le sujet. Les termes génériques sans rapport avec le sujet sont à éviter, ainsi que les répétitions de liens vers un même terme.
- Les liens externes sont à placer uniquement dans une section « Liens externes », à la fin de l'article. Ces liens sont à choisir avec parcimonie suivant les règles définies. Si un lien sert de source à l'article, son insertion dans le texte est à faire par les notes de bas de page.
- La présentation des références doit suivre les conventions bibliographiques. Il est recommandé d'utiliser les modèles {{Ouvrage}}, {{Chapitre}}, {{Article}}, {{Lien web}} et/ou {{Bibliographie}}. Le mode d'édition visuel peut mettre en forme automatiquement les références.
- Insérer une infobox (cadre d'informations à droite) n'est pas obligatoire pour parachever la mise en page.

Pour une aide détaillée, merci de consulter Aide:Wikification.
Si vous pensez que ces points ont été résolus, vous pouvez retirer ce bandeau et améliorer la mise en forme d'un autre article.
ChEMBL ou ChEMBLdb est une base de données chimique ouverte organisée manuellement de molécules susceptibles de posséder une activité biologique. Elle est gérée par l'Institut européen de bioinformatique (EBI) dépendant du laboratoire européen de biologie moléculaire (EMBL), siau Wellcome Trust Genome Campus, à Hinxton, au Royaume-Uni.
La base de données, initialement connue sous le nom de StARlite, a été développée par la société de biotechnologie Inpharmatica, acquise plus tard par Galapagos NV (en). Les données ont ensuite été acquises par l'EMBL en 2008 grâce à un prix du Wellcome Trust, aboutissant à la création du groupe de chimiogénomique ChEMBL, dirigé par John Overington,.

## Portée et accès
La base de données ChEMBL contient des données sur l'activité biologique des composés par rapport aux cibles médicamenteuses. La bioactivité est rapportée en Ki, Kd, IC50 et EC50. Les données peuvent être filtrées et analysées les rendant utilisables comme bibliothèques de criblage de composés. De telles bibliothèques aident à la conception de nouveaux médicaments.
La version 2 de ChEMBL (ChEMBL_02) a été lancée en janvier 2010, et comprends 2,4 millions de résultats de tests biologiques couvrant 622 824 composés, dont 24 000 produits naturels. Cette masse de données a été obtenu en exploitant plus de 34 000 publications dans douze revues de chimie médicinale. La base de données d'activité biologique constituée par ChEMBL est si importante qu'elle a été qualifiée « plus complète jamais vue dans une base de données publique ». En octobre 2010, la version 8 de ChEMBL (ChEMBL_08) a été lancée, avec plus de 2,97 millions de résultats de tests biologiques couvrant 636 269 composés.
ChEMBLdb est accessible via une interface Web et peut également être téléchargée par protocole de transfert de fichiers. Elle est formatée de manière à permettre l'exploration de données par ordinateur et tente de normaliser les activités entre les différentes publications, afin de permettre une analyse comparative. ChEMBL est également intégré à d'autres ressources chimiques à grande échelle, notamment PubChem et le système ChemSpider de la Royal Society of Chemistry.

## Ressources associées
En plus de la base de données, le groupe ChEMBL a développé des outils et des ressources pour l'exploration de données. Ceux-ci incluent Kinase SARfari, un programme de chimiogénomique intégré axé sur les kinases.